# Eugeniusz Baziak
Eugeniusz Baziak (Tarnopol, 8 de março de 1890 - Varsóvia, 15 de junho de 1962), foi um arcebispo da Lviv e um Administrador Apostólico de Cracóvia. Baziak foi diretor do Seminarium Clerical em Lviv. Foi bispo auxiliar entre 1933 e 1944 quando tornou-se Arcebispo de Lviv. Em 1951, após a morte do cardeal Adam Stefan Sapieha, tornou-se Administrador Apostólico de Cracóvia. 
Recomendou ao Papa Pio XII a promoção do então Padre Karol Wojtyła (futuro Papa João Paulo II), da Arquidiocese de Cracóvia ao cargo de bispo assistente.